# FC Rouen
Football Club de Rouen 1899 – francuski klub piłkarski grający obecnie w Championnat National (III lidze), mający siedzibę w mieście Rouen, leżącym w Górnej Normandii.

## Historia
Klub został założony w 1899 roku. W drugiej dekadzie XX wieku był czołową drużyną Normandii i pięciokrotnie zostawał mistrzem regionu w tamtym okresie. W 1925 roku jedyny raz w swojej historii Rouen dotarł do finału Pucharu Francji, w którym uległ CASG Paryż w dwumeczu (1:1, 2:3). W 1936 roku Rouen awansował po raz pierwszy do pierwszej ligi francuskiej, w której grał do 1943 roku. W okresie I wojny światowej dwukrotnie w latach 1940 i 1945 wywalczył mistrzostwo Francji Północnej. W 1944 roku Rouen powrócił do pierwszej ligi i grał w niej do 1947 roku. Kolejne pobyty w Ligue 1 przypadały na lata: 1960-1970, 1977-1978 i 1982-1985. W sezonie 1969-1970 klub wystąpił w Pucharze Miast Targowych 1969/1970. W pierwszej rundzie pokonał FC Twente (2:0, 0:1), w drugiej Sporting Charleroi (1:3, 2:0) i odpadł w 1/8 finału po dwumeczu z Arsenalem (0:0, 0:1). W 2004 roku Rouen spadł z Ligue 2 do Championnat National (III liga), a w 2005 do ligi amatorskiej (IV szczebel rozgrywek). W 2009 roku zespół wrócił do Championnat National.

## Sukcesy
- mistrzostwa Francji Północnej:

zwycięstwo (2): 1940, 1945
- Puchar Francji:

finalista (1): 1925
- Puchar Ligi Francuskiej:

finalista (1): 1964
- mistrzostwa Normandii:

zwycięstwo (5): 1910, 1911, 1912, 1913, 1914

## Skład w sezonie 2012/13
Stan na: 8 stycznia 2013 r.
| Nr | Poz. | Piłkarz                                      |
| -- | ---- | -------------------------------------------- |
| 1  | BR   | Théo Defourny (wypożyczony z Olympique Lyon) |
| 2  | OB   | William Louiron ()                           |
| 4  | PO   | Stéphane Morisot                             |
| 5  | PO   | Michel Rodriguez                             |
| 7  | NA   | Sega Keita (wypożyczony z Troyes AC)         |
| 8  | OB   | Pierre Vignaud                               |
| 9  | NA   | Sébastien Persico                            |
| 10 | PO   | Zahir Zerdab                                 |
| 11 | PO   | Stephen Vincent                              |
| 12 | PO   | Pape Ibra Mboup                              |
| 16 | BR   | Alan Mermillod                               |
| 17 | OB   | Anthony Soubervie                            |

| Nr | Poz. | Piłkarz                                         |
| -- | ---- | ----------------------------------------------- |
| 18 | OB   | Damien Da Silva                                 |
| 19 | NA   | Julien Jahier                                   |
| 20 | PO   | Benjamin Leclerc                                |
| 21 | NA   | Rémy Dugimont                                   |
| 22 | PO   | Franck Chaussidière                             |
| 23 | PO   | Nicolas Burel                                   |
| 25 | PO   | Abdellah Asbabou                                |
| 27 | NA   | Ousmane Cissokho                                |
| 28 | PO   | Najib Ammari (wypożyczony z Olympique Marsylia) |
| 29 | OB   | Matthieu Fontaine                               |
| 30 | BR   | Salomon Morris                                  |
| 33 | PO   | Guy Tape                                        |

## Trenerzy od 1930 roku
| - Zoltan Vago 1930-1935 - Emil Skolaut 1935-1938 - William Wright 1938-1939 - George Kimpton 1939-1940 - Edmond Delfour 1940-1945 - George Kimpton 1945 - Ernest Payne 1945-1947 - Maurice Blondel 1947-1950 - Charles Roze 1950 - José Mandaluniz 1950-1952 - Jules Bigot 1952-1953 - Jean Grégoire 1953-1954 - Robert Lacoste 1954-1958 - Max Schirschin 1958-1964 - Paul Lévin 1964-1965 - René Vernier 1965-1968 - André Gérard 1968-1970 - Roger Rizzi 1970-1971 - Pierre Tournier 1971-1971 - Max Schirschin 1971-1972 - Ernst Melchior 1972-1975 | - Robert Vicot 1975-1976 - Cesar Pancho Gonzales 1976-1977 - Daniel Druda 1978-1979 - Milorad Pavić 1977-1978 - Daniel Druda 1977 - Cesto Vanzo 1979-1980 - Robert Vicot 1980-1985 - François Bracci 1985-1986 - Arnaud Dos Santos 1986-1990 - Pierre Garcia 1990-1990 - Daniel Zorzetto 1990-1994 - Jean-Pierre Orts 1994 - Jean-Paul Rabier 1994 - Patrick Parizon 1994-1995 - Laurent Roussey 1995-2000 - Parice Heaulmé 2000-2000 - Yves Brécheteau 2000-2004 - Jean-Guy Wallemme 2004 - Eric Dewilder 2004-2005 - Alain Michel 2005-2006 - Eric Garcin 2006-2012 | - Emmanuel Da Costa 2012 - Didier Ollé-Nicolle 2012- |

## Europejskie puchary
Legenda do wszystkich tabel:
- Q – runda eliminacyjna, 1/16, 1/8, 1/4, 1/2 – odpowiednia faza rozgrywek, Grupa – runda grupowa, 1r gr – pierwsza runda grupowa, 2r gr – druga runda grupowa, F – finał, R – runda, PO – play-off
- k. – rzuty karne, los. – losowanie, Dogr. – dogrywka, w. – zasada bramek strzelonych na wyjeździe

| Sezon   | Rozgrywki              | Runda | Przeciwnik      | Dom | Wyjazd | Ogólnie |
| ------- | ---------------------- | ----- | --------------- | --- | ------ | ------- |
| 1969/70 | Puchar Miast Targowych | 1R    | FC Twente       | 2–0 | 0–1    | 2–1     |
| 1969/70 | Puchar Miast Targowych | 2R    | Royal Charleroi | 2–0 | 1–3    | 3–3, w. |
| 1969/70 | Puchar Miast Targowych | 1/8   | Arsenal         | 0–0 | 0–1    | 0–1     |